# Celica T ubijalka
Celice T ubijalke (žargonsko tudi samo ubijalke), citotoksični limfociti ali celice T CD8 so podvrsta limfocitov, podobnih limfocitom T. Odgovorne so za celično imunost, ker raztapljajo antigensko tuje celice. Na svoji površini izražajo glikoprotein CD8. Pri diferenciaciji iz naivnih limfocitov T CD8 do aktiviranih celic ubijalk je praviloma potrebna pomoč celic pomagalk (celice CD4).

## Aktivacija
Z bakterijami, virusi ali zajedavci okužene telesne celice izražajo tuje antigenske peptide, ki jih prepoznajo celice ubijalke. Celica ubijalka na vsaki celici najprej prepozna poglavitni histokompatibilnostni kompleks HLA (MHC I) in se prek nje poveže s celico. Šele po tej vezavi celica ubijalka s svojim antigenskim receptorjem (TCR) lahko prepozna tuj peptid, ki se nahaja v molekulskem kompleksu MHC I. Če celica ubijalka prepozna antigenski peptid, se v njej aktivirajo geni za sitezo receptorjev za interlevkin-2 (IL-2). V primeru, da je v okolici celice ubijalke dovoljšnja koncentracija IL-2, se le-ta veže na receptorje na celici ubijalki in spodbudi, da se iz nje sprosti vsebina iz citotoksičnih zrn proti tarčni celici, ki vsebuje tuje peptide. Citotoksična zrna vsebujejo encime in druge citotoksične snovi, ki uničijo napadene celice. Med temi citotoksičnimi snovmi je tudi beljakovina perforin, ki po vezavi na membrano napadene celice povzroči v njej kanale, ki porušijo ionsko ravnovesje v napadeni celici.